# تحوت إم حب
تحوت إم حب (بالإنجليزية: Djehutyemheb) هو طبيب من عهد قدماء المصريين، زاول عمله قريبا من الملك في فترة حكم رمسيس الثاني. عرفنا اسمه من لوحة تسمى لوحة باختان ، باختان هي مدينة في ميتاني (بين النهرين).

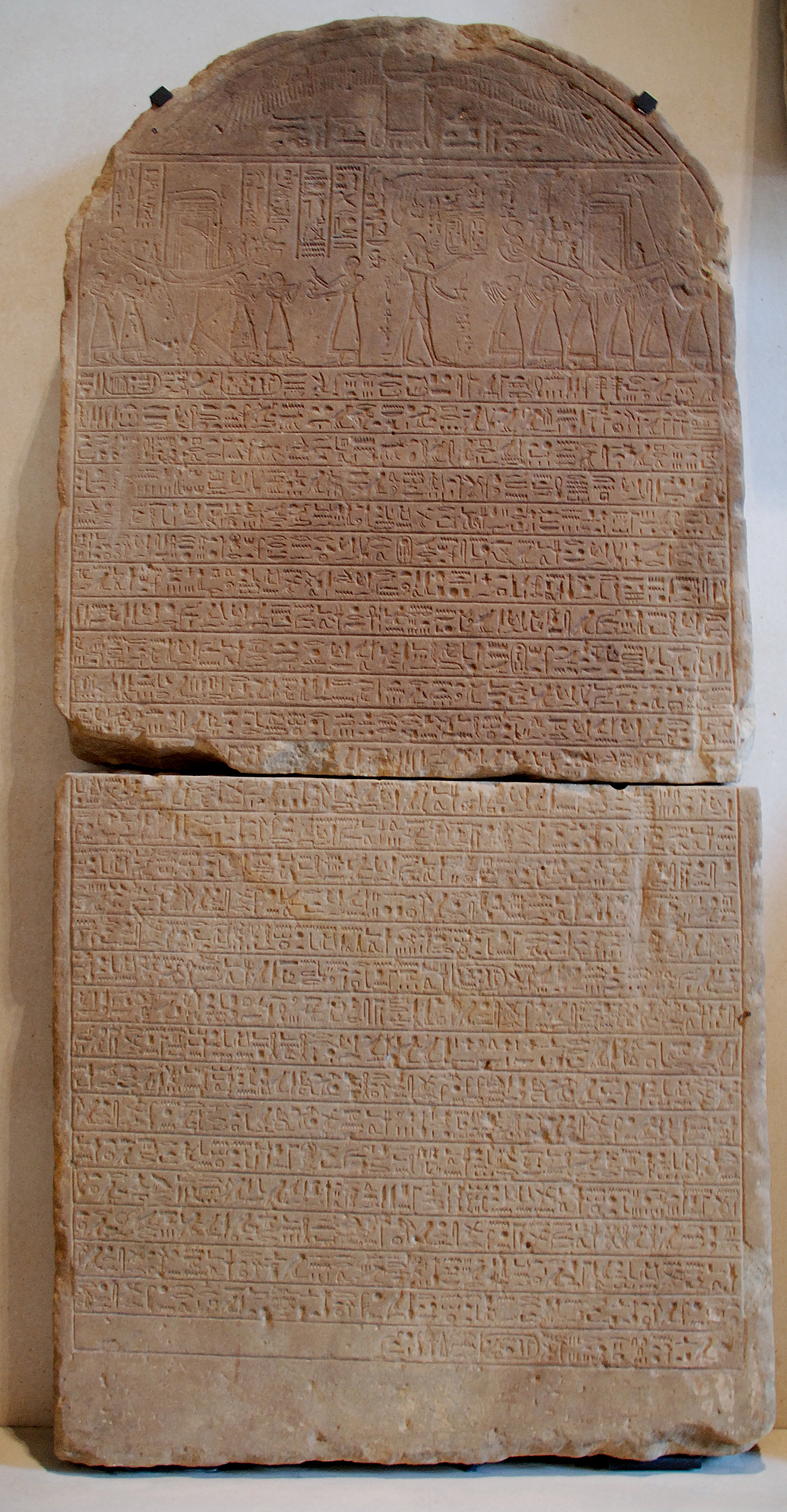
لوحة باختان في متحف اللوفر.

تذكر اللوحة استنجاد أمير باختان برمسيس الثاني بأن يبعث له طبيبا مصريا لعلاج اخته
التي احتار الأطباء في علاجها . واستجاب رمسيس الثاني لطلبه وارسل إليه تحوت إم حب الذي قام بعلاجها وعمل على شفائها.

## تاريخ اللوحة
النص المكتوب على لوحة باختان يقص ما حدث في عهد رمسيس الثاني –اللوحة تسمى «لوحة باختان» وأحيانا تسمى لوحة بنتريش . ولكن لغة اللوحة تدل على أنها قد كتبت في وقت لاحق ، ربما خلال عهد البطالمة ، بغرض التفاخر بما فعله المصريون في وقت سبق ، ولتوثيق علاقات صداقة مع ميتاني (بين النهرين).

## اقرأ أيضا
- لوحة باختان
- الطب في مصر القديمة